# Ignacy Urbański (winogrodnik)
Ignacy Urbański (ur. 25 stycznia 1840 w Pieruszycach, (zm. 30 września 1921 roku w Pleszewie – wielkopolski winogrodnik.
Ukończył Królewskie Katolickie Seminarium Nauczycielskie w Paradyżu (1863). Komisja egzaminacyjna stwierdziła i zaznaczyła  na świadectwie końcowym  jego dużą wiedzę na temat ogrodnictwa. Pracując  jako nauczyciel w Powszechnej Szkole Katolickiej w Pleszewie został zobligowany do prowadzenia przyszkolnej szkółki ogrodniczej. Założył też przydomową winnicę z której czerpał korzyści, sprzedając owoce i sadzonki. Z czasem  wyspecjalizował się  w hodowli  i selekcji nowych  odmian winorośli, stając się polskim pionierem w tej dziedzinie. W efekcie tej hodowli i selekcji uzyskał odmiany „Triumf” i „Jadwiga”, które znane są także poza Polską (w Niemczech, Szwecji, Finlandii, Estonii i Czechach). Za odmianę „Triumf” otrzymał dyplom od następczyni tronu szwedzkiego. Pisał też artykuły na temat winorośli w czasopiśmie ogrodniczym „Praktischer Ratgeber für Obst- und Gartenbau” i był tam ekspertem w rozstrzyganiu kwestii spornych na temat winorośli. Inne odmiany uzyskane przez I. Urbańskiego to „Julianna” i „Perran”; są one jednak mniej znane. W roku 1919 sprzedał swoją kolekcję winorośli Wielkopolskiej Izbie Rolniczej. Została ona umieszczona w winnicy doświadczalnej przy Szkole Ogrodniczej w Koźminie.